# Tesařík pižmový
Tesařík pižmový (Aromia moschata) je brouk z čeledi tesaříkovití. Patří k nejkrásněji zbarveným tesaříkům žijícím v Česku.

## Popis
Velikostí značně proměnlivý brouk, od 1,3 cm až téměř k 4 cm, s výraznými dlouhými tykadly. Sameček má tělo delší než samička. Štíhlé protáhlé tělo je kryto kovově lesklými, do modra až modrozelena či zelenofialova zbarvenými krovkami. Někteří jedinci mají i měděné nebo dokonce černé zbarvení. Poddruh A. moschata ambrosiaca (Steven) rozšířený na jihu má červený štít. Brouk, jak již jeho druhové jméno napovídá, nás zaujme i pachem výrazně připomínajícím pižmo. Aromatický pronikavě vonící sekret, který vzniká chemickou přeměnou v potravě přijímané kyseliny salicylové, vylučuje ze žláz ústících na hrudi. Mezi předohrudí a středohrudí má stridulační lišty, jejichž třením o sebe vzniká slyšitelný vrzavý zvuk.

## Výskyt
Je rozšířen v Evropě (včetně ČR) a v mírném pásmu Asie; v Evropě se vyskytuje i vysoko za polárním kruhem. Žije roztroušeně od nížin do nižších horských poloh. Vyhledává především lužní lesy a břehové porosty s dostatkem vrb, topolů a olší, v jejichž dřevě se vyvíjejí larvy.
V Česku je rozšířen sporadicky, v některých lokalitách je hojný, jinde vzácný.
Na místě, kde najde vhodný živný strom, můžeme pozorovat i více jedinců najednou.

## Způsob života

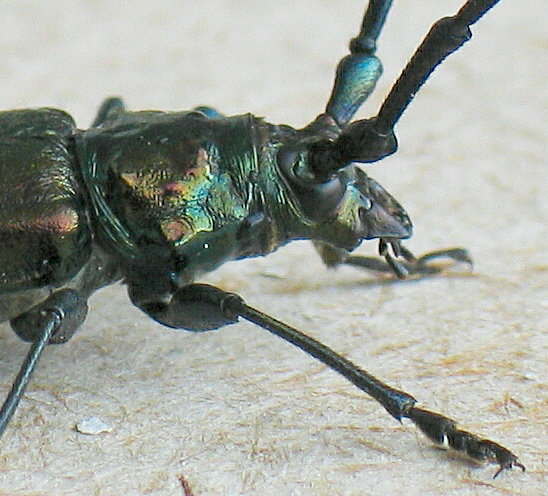
Detail hlavy brouka Aromia moschata

Dospělý brouk létá v červenci a srpnu. Protože se živí pylem, usedá na různé květy (na okoličnatá květenství miříkovitých rostlin, na květy tavolníku, řebříčku aj.). V zahradách bývá pozorován, jak saje šťávu z přezrálého ovoce. Brouci také sají mízu na poraněných břízách, vrbách, olších či javorech. Někdy je můžeme vidět sát mízu v hojném počtu a spolu se sršni a babočkami. Dospělého brouka lze spatřit i přímo na kmeni stromu, ve kterém probíhal vývoj larev.

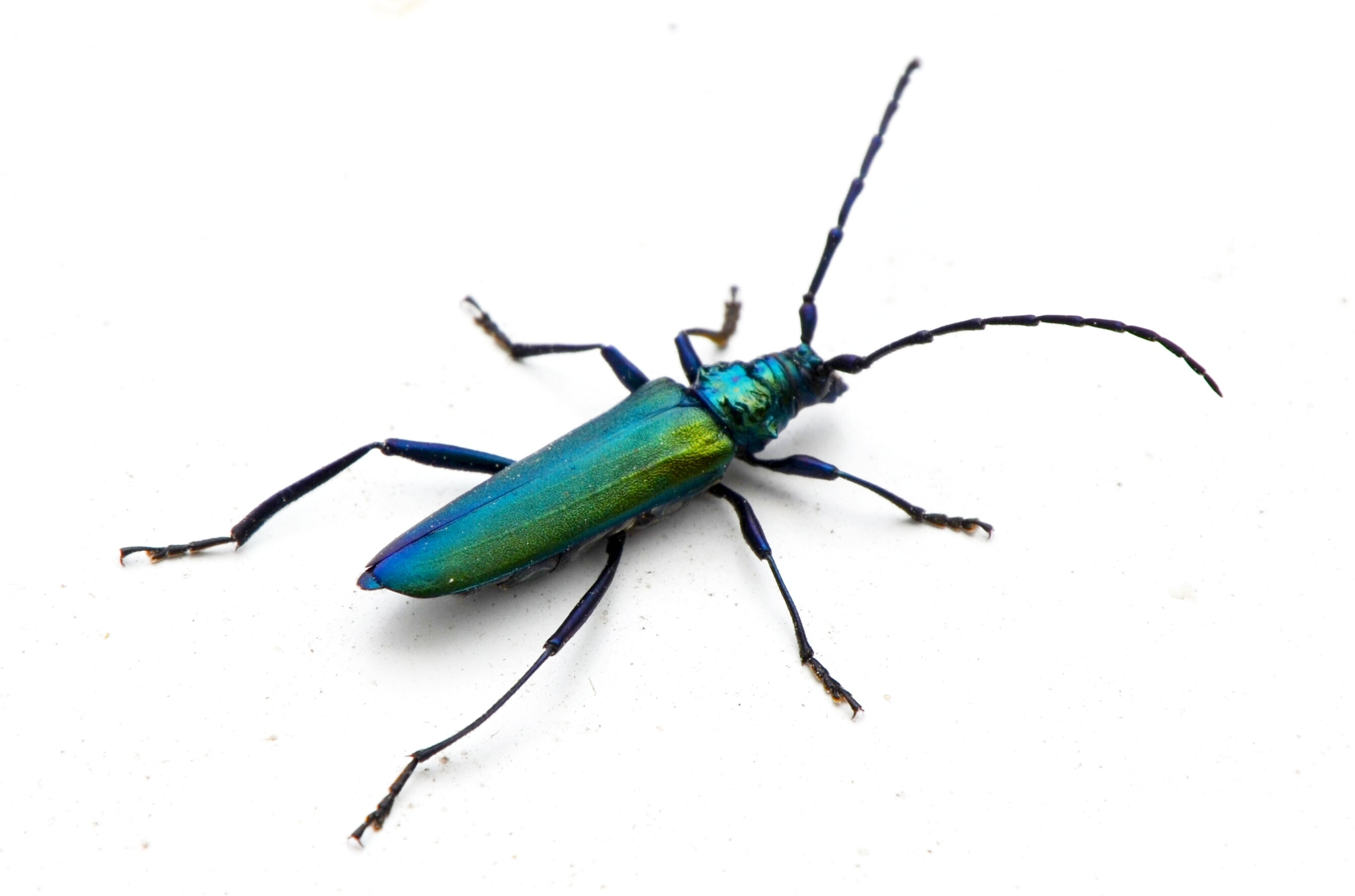
Tesařík pižmový (Aromia moschata)

Samička klade vajíčka pod kůru nebo do dutin stromů. Hostitelským stromem je nejčastěji vrba, resp. vrba jíva (Salix caprea), někdy topol, olše, jeřáb.

Bělavé larvy s malou příčnou hlavou a válcovitým, poněkud zploštělým tělem dorůstají asi 50 mm. Mají zakrnělé nohy – k pohybu v chodbách jim slouží části zesílené kutikuly (mozoly). Nejprve žijí pod kůrou, později vnikají do dřeva, v němž vykousávají chodbičky. Larev může být tolik, že po letech využívání zahubí hostitelský strom. (Většinou je to náletová jíva; její zničení není vnímáno jako významnější škoda.) Larva po dvou až třech letech zhotoví kukelní komůrku z dřevních pilin. Líhnoucí se brouk se prokusuje ven. Dospělci žijí jen několik týdnů v létě.

## Mapování druhu
Na BioLibu probíhá mapování výskytu tohoto taxonu v České republice. Pokud jste se s ním v přírodě setkali, lze pozorování zaznamenat do databáze mapování výskytu.